# Къща музей „Неофит Рилски“
Бенината къща е възрожденска постройка в град Банско, България. Роден дом е на българския възрожденски книжовник Неофит Рилски (Никола Бенин) и в 1981 година е превърната в музей под името Къща музей „Неофит Рилски“. Обявена е за архитектурно-строителен и исторически паметник на културата с национално значение.
Сградата е построена в XVIII век в центъра на Банско от рода Бенини и като типология принадлежи към разложко-чепинската къща. Представлява двуетажна сграда с приземен и жилищен етаж, а в западната ѝ част е типичното за банската къща укрепено ядро. Разположена е в затворен двор с масивна порта с входове за хора и за впрягове срещу стълбището на къщата. Градежът на укрепеното ядро и ограждащите стени е каменен, а на преградните паянтов – с пълнеж от масиран глинен разтвор. Подовете са дебели талпи с изолация от глина.
На първия етаж на къщата се намират сервизните помещения: кухня с двойна пещ, стаята за съхранение на продуктите и стаята за месене. Има и двуделно скривалище – като в по-голямото помещение име огнище и малък прозорец. През двойна желязна вратичка се влиза в същинското скривалище. Скривалището е било свързано и с укрепената част на жилищния етаж, разположена точно над него, с подвижна дървена стълба, прикрита под колонките, подпиращи първоначално жилищния етаж.
До кухнята се намира подникът – помещението за животни, което днес е изрисувано със стенопис, отразяващ родословното дърво на Неофит Рилски. Автор на стенописа е художникът Тодор Цонев. В средата на стенописа е изобразен Неофит Рилски като малкия Никола, а от двете му страни са родителите му Катерина и поп Петър.
На жилищния етаж има просторен чардак, жилищно помещение (кашчи), месилник (брашненик) и стая.
В 1810 година къщата пострадва от пожар и е възстановена и преустроена, като са построени нови стаи и стопански помещения. Пространството под подпиращите колонки на север е зазидано и така се образува ходник към скривалището. Къщито е запазено с открит декоративен тавански гредоред, долапи, одър, огнище, полици и пезули. В едно от помещенията, приспособено за килийно училище, е преподавал поп Петър, а друго е използвал за своя приемна.
Къщата е многократно преустройвана. В 1981 година е реставрирана и функционира като музей. Музеят се състои от две части – автентично запазената къща с етнографска експозиция и документална експозиция, излагаща най-ценното от богатото наследство на Неофит Рилски – главно писма, снимки и книжовен материал. Във фонда се съхраняват над 400 документални и веществени материали. Изложени са „Българска граматика“ (1835), недовършеният гръцко-български речник на Неофит Рилски, книги от библиотеката му, препис на „История славянобългарска“ (1882) и други.

## Галерия
- Паметникът на Неофит Рилски
- Стенописът с родословното дърво на Неофит
- Стая с пясъчници за ученици
- Чекрък в една от стаите
- Чешмата, построена през 1842 г.
- Вътрешният двор на къщата